# Мурджахети
Мурджахети (груз. მურჯახეთი, арм. Մուրջախեթ) — село в Грузии, на территории Ахалкалакского муниципалитета края (мхаре) Самцхе-Джавахети.

## География
Село находится в южной части Грузии, на левом берегу реки Мурджахетисцкали (левый приток Паравани), на расстоянии приблизительно 3 километров (по прямой) к юго-юго-западу от города Ахалкалаки, административного центра муниципалитета. Абсолютная высота — 1739 метров над уровнем моря.

## Население
По результатам официальной переписи населения 2014 года, в Мурджахети проживал 331 человек (169 мужчин и 162 женщины). В национальной структуре населения армяне составляли 81 %, грузины — 19 %.
| Год  | Население, человек |
| ---- | ------------------ |
| 2002 | 443                |
| 2014 | ↘ 331              |